# Madre del Vizio
Madre del Vizio ist eine deutsch-italienische Gothic-Rock-/Death-Rock-Band  aus Kassel, Hessen.

## Geschichte
Madre del Vizio wurde 1988 von Fulvio Tori, Mark Hofmann, Waldemar Janusz Zaremba und Silke Hofmann gegründet. Ein Jahr später ergänzte Kain Saltman die Band am Schlagzeug. Der Name der Band entstammt der Feder des Sängers Tori, der aus Italien stammt.
Ihre erste Veröffentlichung war ein Split-Album mit der Band Les Fleurs du Mal im Jahre 1990. Es folgte 1992 das Debütalbum !Dio!Dio!Dio!, welches auf Hofmann und Zarembas eigenem Plattenlabel Apollyon Rekordings erschien. Auf dem Album sind mit u. a. Amore, Fede, Speranza und Madre mehrere Stücke enthalten, die sich zu Clubhits in der Gothic-Szene entwickelten.
1993 wurde mit The Crypt eine Kompilation aus Stücken des Split-Albums, des Debütalbums !Dio!Dio!Dio! sowie zwei neuen Stücken veröffentlicht.
Nach mehreren Konzerttourneen und der Veröffentlichung zwei weiterer EPs (Feast of Blood, All Around) wollten Hofmann und Zaremba die Band im Jahr 1996 auflösen, um sich vollends ihrem Projekt Engelsstaub widmen zu können. Fulvio Tori, Silke Hofmann und Kain Saltman weigerten sich jedoch, die Band aufzulösen und führten sie fortan mit Christian Roßbach an der Gitarre weiter. Ein Jahr später verließ Silke Hofmann die Band und wurde von Mike Turkovic am Bass ersetzt. Ergänzend kam Matthias Kreis als zweiter Gitarrist und Keyboarder hinzu.
Auf dem 1997 erschienenen Album Mesmerismo, welches auf dem Label Psycho Productions/Schwarzrock und unter dem Namen Madre erschien, erweiterten Fulvio Tori und die Band das klangliche Spektrum durch Einflüsse aus dem Metal. Bei der Veröffentlichung des Albums einigte sich die Band außergerichtlich mit Apollyon und die Namensrechte fielen an Kain Saltman.
Im Jahre 2005 wurde mit dem Album Antonomasia ein weiterer Versuch gestartet, mit Hofmann, Zaremba und dem Label Apollyon Rekordings zusammenzuarbeiten. 2008 veröffentlichte Apollyon ein Best-Of Album unter dem Titel Un Mondo Dove. Der endgültige Bruch zwischen der Band und Apollyon Rekordings erfolgte ebenfalls im Jahr 2008 mit einem Gerichtsprozess.
Fulvio Tori und Kain Saltman veröffentlichten mit neuer Besetzung der Band im Jahre 2011 das Album Amare L’Amore, welches auf dem Label Cathedral Music Group erschien. Auf dem Album und der folgenden Tournee spielte der Ex-Bates Gitarrist Michael „Reb“ Rebbig Gitarre.
Im Jahr 2022 soll das Album Il Cimitero del Pianto über MdV Archive erscheinen.

## Diskografie
Alben
- 1990: Madre del Vizio / Les Fleurs du Mal - Split (Dawn-Entertainment)
- 1992: !Dio!Dio!Dio! (Apollyon Rekordings)
- 1993: The Crypt (Apollyon Rekordings)
- 1997: Mesmerismo (Psycho Productions, Schwarzrock)
- 2005: Antonomasia (Apollyon Rekordings)
- 2008: Un Mondo Dove (Apollyon Rekordings)
- 2011: Amare L'amore (Cathedral Music Group)

Singles und EPs
- 1995: Feast of Blood (Apollyon Rekordings)
- 1996: All Around... (Apollyon Rekordings)